# العلم (مجلة)
مجلة العلم مجلة شهرية علمية تصدر عن دار التحرير للطبع والنشر في جمهورية مصر العربية.
رئيس تحرير المجلة محمد أبو الحديد، في حين أن رئيس مجلس إدارة المجلة د.هاني هلال.

## انظر ايضا
- مجلة
- علم

## وصلات خارجية
- موقع المجلة باللغة العربية